# Proyecto de intercomparación de modelos de ecosistemas pesqueros y marinos (FishMIP)
El Proyecto de Intercomparación de Modelos de Ecosistemas Marinos y Pesqueros (FishMIP por sus siglas en inglés) es un proyecto de biología marina que compara modelos informáticos diseñados para evaluar el impacto del cambio climático en la vida marina. Fundando en el 2013, FishMIP es parte del Proyecto de Intercomparación de Modelos de Impacto Intersectorial (ISIMIP por sus siglas en inglés). El objetivo principal de FishMIP es entender cómo la biodiversidad marina, el suministro de productos del mar, la pesca y el funcionamiento de los ecosistemas marinos serán impactados bajo varios escenarios de cambio climático. FishMIP combina diversos modelos de ecosistemas marinos tanto de escala global como regional creando así un conjunto de modelos. Todos los modelos en el conjunto FishMIP siguen un protocolo de modelamiento estandarizado con el objetivo de reducir sesgos presentes en los modelos individuales que componen el conjunto FishMIP. FishMIP utiliza su conjunto de modelos para llevar a cabo proyecciones de impactos los impactos ecológicos como resultado del cambio climático para así tener una imagen más clara del futuro estado del sector pesquero y de los ecosistemas marinos. En última instancia, los resultados del conjunto FishMIP pueden ayudar a informar el desarrollo de políticas que regulen el sector pesquero.

## Contexto

### Modelaje por conjuntos
El modelaje por conjuntos consiste en combinar los resultados de varios modelos diseñados para responder la misma pregunta. Esto permite a los investigadores analizar las vulnerabilidades de cada modelo individual en el conjunto y así sopesar así el impacto de las variables ambientales utilizadas para iniciar estos modelos ecosistémicos. Adicionalmente, al agregar los resultados de todos los modelos del conjunto FishMIP y utilizando los resultados con la frecuencia más alta en los modelos del conjunto se minimizan errores en las proyecciones.

## FishMIP
Generalmente, el modelaje por conjuntos es complejo debido a la variedad de variables ambientales que necesitan los modelos ecosistémicos al inicio, así como las variables que estos estiman. Esta diversidad en variables de entrada y variables estimadas crea un desafío al comparar resultados de los modelos. Los protocolos de FishMIP estandarizan las variables de entrada, así como los nombres de archivos y almacenaje de datos. Las variables de entradas incluyen escenarios de pesca simplificados, modelos del clima, así como información sobre cuánto gas de efecto invernadero habrá en la atmósfera. Estas entradas y escenarios estandarizados pueden luego usarse para iniciar múltiples modelos de ecosistemas cuyos resultados luego se combinan creando un conjunto de modelos. El protocolo estandarizado de FishMIP permite cotejar estas diversas entradas, minimizando así errores en proyecciones.
Algunos de los modelos incluidos en FishMIP:

### Globales
- Modelo de ecosistema de depredadores tope (ApeCOSM por sus siglas en inglés)[11]
- Modelo bioeconómico de espectro de tamaño trófico marino (BOATS por sus siglas en inglés)[12]

### Regionales
- Atlantis[13]
- Ecopath
- OSMOSE [14]

### Estudios publicados
FishMIP se encuentra en una etapa anterior al Proyecto de Intercomparación de Modelos Acoplados. Sin embargo, cabe recalcar que a partir de 2021 los estudios de FishMIP sugieren que las especies de peces más grandes y los trópicos más altos son los más afectados por el cambio climático.
- Gómara et al. (2019) lo utilizaron para el efecto del cambio climático en las pesquerías del Pacífico tropical[16]
- du Pontavice et al. (2021) lo utilizaron para examinar los impactos del clima en depredadores y ecosistemas marinos[17]
- Bryndum-Buchholz et al. (2018) examinaron los impactos del cambio climático en la biomasa animal y la estructura del ecosistema[18]
- Bryndum-Buchholz et al. (2020) investigaron la relación entre las pesquerías del Atlántico Norte y los impactos del cambio climático[19]
- Boyce et al. 2020 examinaron las brechas socioeconómicas que podrían ocurrir en el futuro debido a pérdidas de biomasa marina capturada inducidas por el cambio climático[20]
- Lotze et al. 2019 analizaron el impacto del cambio climático a través de la amplificación trófica debido a las pérdidas de biomasa marina[21]